# Liste des sites Ramsar en Biélorussie
Cet article recense les zones humides de Biélorussie concernées par la convention de Ramsar.

## Statistiques
La convention de Ramsar est entrée en vigueur en Union soviétique le 11 février 1977, la République socialiste soviétique de Biélorussie en faisant alors partie. La Biélorussie devient indépendante le 25 août 1991 ; le 22 novembre 1999, le pays déclare l'application rétroactive de la convention sur son territoire depuis son indépendance.
En janvier 2020, le pays compte 26 sites Ramsar, couvrant une superficie de 7 789,03 km2 (soit un peu moins de 4% du territoire biélorusse).

## Liste
| Site                                               | Voblast        | Notes                                 | Date              | Superficie (km²) | Altitude (m) | Identifiant Ramsar | Identifiant WDPA | Coordonnées                       | Photo |
| -------------------------------------------------- | -------------- | ------------------------------------- | ----------------- | ---------------- | ------------ | ------------------ | ---------------- | --------------------------------- | ----- |
| Réserve biologique de Sporovsky (be)               | Brest          |                                       | 22 novembre 1999  | 193,84           | 142 - 144    | 1007               | 198311           | 52° 25′ 01″ nord, 25° 19′ 01″ est |       |
| Réserve de paysage nationale du moyen Pripiat (be) | Brest          |                                       | 10 août 2001      | 930,62           | 120 - 150    | 1090               | 900563           | 52° 07′ 01″ nord, 27° 06′ 00″ est |       |
| Réserve des marais d'Olmany (be)                   | Brest          | Site transfrontalier avec l'Ukraine   | 10 août 2001      | 942,19           | 125 - 140    | 1091               | 900564           | 51° 46′ 59″ nord, 27° 21′ 00″ est |       |
| Kotra (be)                                         | Hrodna         | Site transfrontalier avec la Lituanie | 21 octobre 2002   | 104,64           | 123 - 141    | 1216               | 900759           | 53° 55′ 59″ nord, 24° 33′ 00″ est |       |
| Osveiski (be)                                      | Vitebsk        |                                       | 21 octobre 2002   | 305,67           | 130 - 163    | 1217               | 900760           | 56° 04′ 01″ nord, 28° 09′ 00″ est |       |
| Elnya (be)                                         | Vitebsk        |                                       | 21 octobre 2002   | 253,01           | 126 - 145    | 1218               | 900761           | 55° 33′ nord, 27° 51′ est         |       |
| Zvanets (be)                                       | Brest          |                                       | 21 octobre 2002   | 162,27           | 145 - 151    | 1219               | 900762           | 52° 01′ 59″ nord, 24° 52′ 01″ est |       |
| Prostyr                                            | Brest          | Site transfrontalier avec l'Ukraine   | 18 octobre 2005   | 95,44            | 139 - 141    | 1611               | 902885           | 51° 55′ 01″ nord, 26° 09′ 00″ est |       |
| Réserve de biosphère de Berezinsky                 | Minsk, Vitebsk |                                       | 25 janvier 2010   | 851,92           | 155 - 227    | 1927               | 555542684        | 54° 43′ 01″ nord, 28° 19′ 59″ est |       |
| Îles Duleby-Zaozerye                               | Mahiliow       |                                       | 9 juillet 2012    | 307,72           | 150 - 180    | 2138               | 555558382        | 53° 46′ 59″ nord, 29° 28′ 59″ est |       |
| Morochno                                           | Brest          |                                       | 7 septembre 2012  | 64,44            | 137 - 143    | 2139               | 555558383        | 51° 51′ 00″ nord, 26° 37′ 59″ est |       |
| Stary Zhaden                                       | Homiel         |                                       | 7 septembre 2012  | 170,48           | 125 - 140    | 2140               | 555558384        | 51° 54′ nord, 27° 36′ est         |       |
| Vigonochtchankoe (be)                              | Brest          |                                       | 16 janvier 2013   | 541,82           | 151 - 160    | 2141               | 555558385        | 52° 42′ 00″ nord, 25° 40′ 01″ est |       |
| Vydritsa                                           | Homiel         |                                       | 29 mars 2013      | 212,92           | 126 - 150    | 2195               | 555624129        | 52° 43′ 59″ nord, 29° 40′ 01″ est |       |
| Kozyansky                                          | Vitebsk        |                                       | 29 mars 2013      | 260,60           | 140 - 170    | 2196               | 555592577        | 55° 25′ 59″ nord, 29° 19′ 01″ est |       |
| Parc national de la Pripiat                        | Homiel         |                                       | 29 mars 2013      | 885,53           | 149 - 117    | 2197               | 555592563        | 51° 58′ 59″ nord, 28° 04′ 01″ est |       |
| Plaine d'inondation du Dniepr                      | Homiel         |                                       | 29 mai 2014       | 293,53           | 103 - 138    | 2244               | 555624177        | 51° 37′ 59″ nord, 30° 36′ 00″ est |       |
| Servetch                                           | Vitebsk        |                                       | 29 mai 2014       | 90,68            | 176 - 182    | 2250               | 555624183        | 54° 58′ 01″ nord, 27° 28′ 59″ est |       |
| Vileity                                            | Vitebsk        |                                       | 30 septembre 2014 | 84,52            | 124 - 137    | 2251               | 555587199        | 55° 15′ 00″ nord, 26° 46′ 01″ est |       |
| Vallée de Polésie du Boug                          | Brest          |                                       | 29 mai 2014       | 231,59           | 131 - 183    | 2252               | 555624313        | 51° 49′ 59″ nord, 23° 42′ 00″ est |       |
| Drozbitka-Svina                                    | Vitebsk        |                                       | 29 mai 2014       | 67,27            | 138 - 166    | 2261               | 555624192        | 55° 34′ 59″ nord, 29° 22′ 59″ est |       |
| Plaine d'inondation de l'Ipout                     | Homiel         |                                       | 30 mars 2015      | 35,02            | 123 - 135    | 2262               | 555624193        | 52° 30′ 00″ nord, 31° 28′ 01″ est |       |
| Tourbière de Dikoe (be)                            | Brest, Hrodna  |                                       | 30 mars 2015      | 231,45           | 157 - 160    | 2263               | 555624194        | 52° 46′ 59″ nord, 24° 13′ 59″ est |       |
| Golubickaya Puscha                                 | Vitebsk        |                                       | 29 mai 2014       | 182,40           | 170 - 182    | 2266               | 555624197        | 54° 58′ 59″ nord, 28° 01′ 59″ est |       |
| Podvelikiy Moh                                     | Brest          |                                       | 30 mars 2015      | 106,47           | 156 - 161    | 2267               | 555624198        | 52° 43′ 59″ nord, 26° 16′ 01″ est |       |
| Svislochsko-Berezinskiy                            | Mahiliow       |                                       | 30 mars 2015      | 183,41           | 176 - 182    | 2268               | 555624199        | 53° 22′ 01″ nord, 28° 58′ 01″ est |       |

### R2férences
1. ↑  « Bélarus », Convention de Ramsar